# Anemochord
Das Anemochord (französisch Anémocorde) ist ein mit dem Streichklavier verwandtes historisches Saiteninstrument mit Klaviertasten und fünf Oktaven Tonumfang. Durch Niederdrücken der Tasten öffnen sich die Windkanäle, die mit zwei Blasebälgen in Verbindung stehen, und die Saiten wie bei einer Äolsharfe zum Vibrieren bringen. Es wurde von Johann Jakob Schnell 1789 in Paris erfunden.
Zitat aus dem Almanach der Fortschritte (1804):
„Schnell, Vater und Sohn in Paris, haben ein musikalisches Instrument erfunden, welches sie Anemochord nennen. Es ist etwa 9 Fuß lang und bis auf den Boden zugebaut. Inwendig ist ein Blasebalg, der den Wind zur Berührung der Saiten hergiebt, wodurch die Töne entstehen. Die Art, wie der Wind die Saiten berührt, ist ein Geheimniß. Dieses Instrument hat auf das Gehör eine ganz eigene, nicht zu beschreibende Wirkung. Das Sentimentale, Religiöse und Melancholische, lassen sich auf keinem andern Instrumente auf ähnliche Art ausdrücken.“